# Guldglansgök

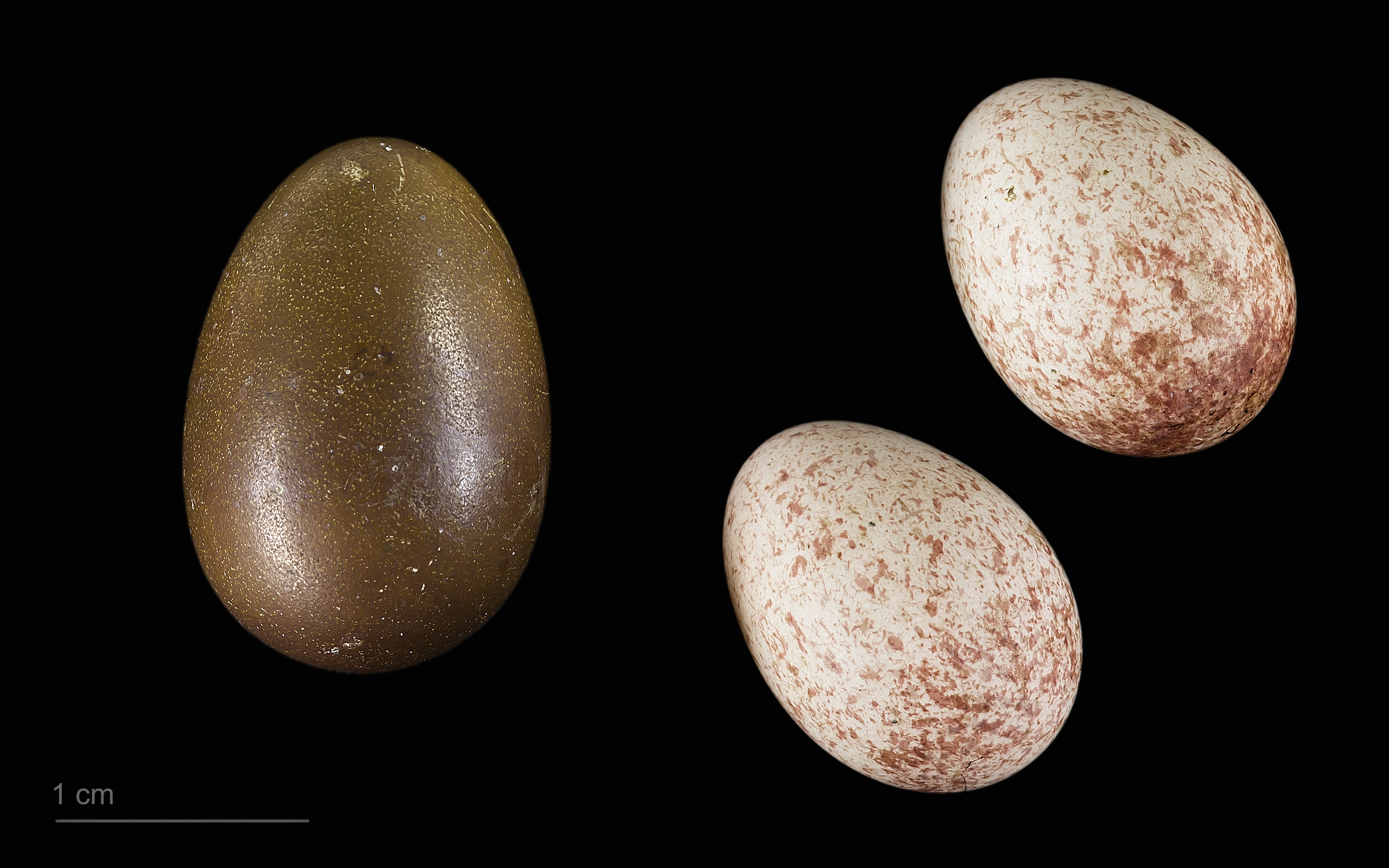
Chrysococcyx lucidus + Gerygone flavolateralis

Guldglansgök (Chalcites lucidus) är en fågel i familjen gökar inom ordningen gökfåglar.

## Utseende och läte
Guldglansgöken är en liten glansigt grönaktig fågel kraftigt tvärbandad på strupe, bröst och stjärt. Den skiljer sig från mulgaglansgöken genom att sakna mörkt ögonstreck. Lätet beskrivs som en snabb och stigande vissling, "coo-ee", som framförs upprepat med två visslingar per sekund. Fraser med grövre, långsammare och fallande "tsee-ew" kan blandas in.

## Utbredning och systematik
Guldglansgök delas in i fyra distinkta underarter:
- harterti – förekommer i Salomonöarna (Rennell och Bellona)
- layardi – förekommer i Nya Kaledonien, Loyautéöarna, Vanuatu, Banksöarna och Santa Cruzöarna
- lucidus – häckar i Nya Zeeland, övervintrar i norra Melanesien
- plagosus – häckar i South Australia och Tasmanien, övervintrar i norra Melanesien

### Släktestillhörighet
Guldglansgök och dess släktingar placerades tidigare i släktet Chrysococcyx. Dessa har dock lyfts ut till ett eget släkte, Chalcites, baserat på osteologiska avvikelser, minimal könsdimorfism och andra skillnader i både adult och juvenil dräkt. Detta stöds också av genetik och biogeografi.

## Levnadssätt
Guldglansgöken hittas i skogsområden, i blötare och tätare skog än mulgaglansgöken. Den boparasiterar på sångsmygar.

## Status
Arten har ett stort utbredningsområde och beståndet anses stabilt. Internationella naturvårdsunionen IUCN listar den därför som livskraftig (LC).